# 전수현
전수현(全首泫, 1986년 8월 18일 ~ )은 대한민국의 전 축구 선수이며 포지션은 골키퍼였다. 현재 대한민국 K3리그 강릉시민축구단에서 GK코치로 재직중이다. 2016년 10월 전태현에서 현재의 이름으로 개명하였다.

## 축구인 경력

### 선수 경력
2009년 제주 유나이티드에 입단하며 프로 무대에 데뷔하였다. 9월 13일 포항 스틸러스와의 경기에서 8실점을 내준 충격으로 방황하기도 하였으나 마음을 다잡고 2011 시즌 약 2년 만에 경기에 출전하여 리그 6경기 출전 9실점을 기록하였다.
2015년 9월 25일 안산 경찰청에서의 군 복무를 마치고 원 소속팀 제주로 복귀하였지만, 김호준, 김경민 등에 밀려 2016시즌 단 1경기 출장에 그쳤다.
2017년 1월 4일 대전 시티즌으로 이적하였으며, 1년간 주전 골키퍼로 활약하였다.
2018년 FC 안양으로 이적하였다. 주현재의 부상 이후 FC 안양의 2018년 새 주장으로 선임되며 팀을 이끌어나가게 되었다.
2019시즌을 앞두고 수원 FC로 이적했다.
2020시즌을 앞두고 경주 한국수력원자력으로 팀을 옮겼다.

### 지도자 경력
그 후, 은퇴 직후인 2021년부터 K4리그에 참가하는 신생팀 당진시민축구단의 골키퍼 플레잉 코치로 부임하였다.
등번호는 86번을 배정받았고, 플레이오프를 포함해 21시즌 총 7경기에 출장했다.
2022년 당진시민축구단을 떠나 화성 FC의 골키퍼 코치로 부임하였으며, 선수 생활은 완전히 은퇴하고 화성에서는 지도자로서만 활동하기 시작했다.
2023년에는 제주 유나이티드 GK 코치로 자리 이동한 송유걸의 뒤를 이어 강릉시민축구단 골키퍼 코치로 자리를 옮겼다.

## 그 외
대전시티즌 구단이 전수현 영입을 발표하면서 대전 구단의 20주년 기념 엠블렘이 조기로 유출되면서 논란이 일은 바 있다.